# La maison du docteur

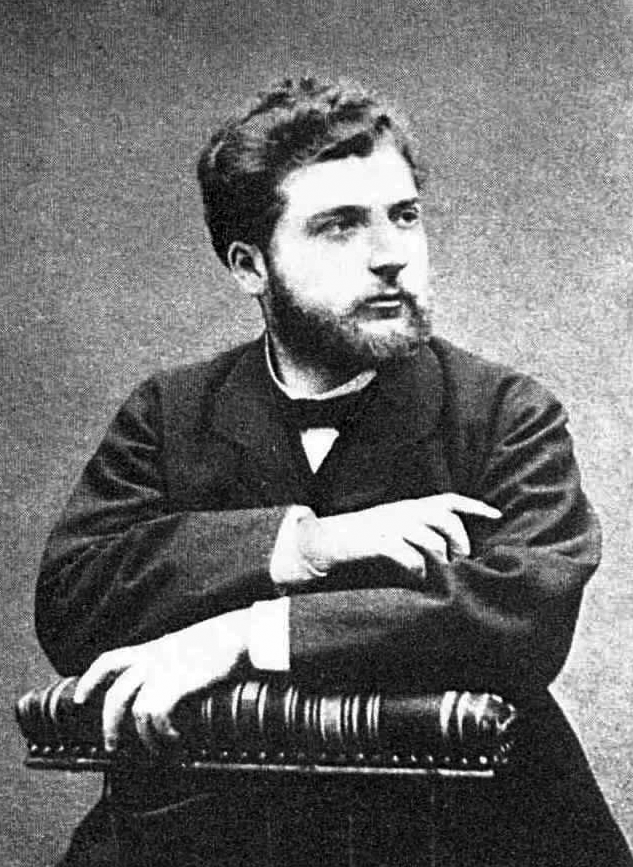
Georges Bizet ca 1860.

La maison du docteur (Doktorns hus) är en opéra comique i en akt med musik av Georges Bizet och libretto av Henry Boisseaux byggd på en text skriven av Marquis Paul de Richard d'Ivry (1829-1903).

## Historia
Bizet kände troligen till d'Ivrys verk, antingen genom en salongsuppläsning 1854 eller genom den publicerade texten som var tillägnad Charles Gounod. Bizets verk innehåller sju arior och ensemblenummer för fyra solister med pianoackompanjemang endast. Inget av numren stämmer helt överens med Boisseauxs libretto och två av dem har helt nya ord. Bizet komponerade verket 1854-55 och det tillkom under hans studietid på musikkonservatoriet. På manuskriptet finns nedskriva namn på några av hans vänner, lärare och studiekamrater samt en övning i fuga som Bizet arbete med under sina studier för Halévy. Det finns inga tecken på att han orkestrerade verket som ändå får betecknas som hans första opera. La maison du docteur kan ha komponerats för en enskild tillställning och uppförd privat.

## Personer
- Doktor Job (bas)
- Eva, hans dotter (sopran)
- Toby (tenor)
- Lord Harley (baryton)
- En husa (talroll)

## Handling
Handlingen utspelas i London och rör sig kring en medelålders, hypokondrisk Lord Harley som beslutar sig för att gifta sig med den 18-åriga Eva som ett botemedel mot sin stigande livsapati.